# 아이티켐
주식회사 아이티켐(영어: IT Chem)은 식약처 인증(K-GMP)을 받은 시설을 보유한 정밀화학제품 전문 소재 기업이다.
탄소(C)가 포함된 물질에 대한 화학인 유기화학 분야에서 고도의 공정 기술을 기반으로 유기화학 합성을 통해 의약품, 디스플레이 산업등의 소재를 생산하며, 의약품 중간체가 전체 매출 비중의 약 33.7~44.7%를 차지하며 매출의 44.7%가 한 고객사에 편중되어 있다.

## 역사
아이티켐은 2005년 5월 26일에 설립되었다.
2023년, 파라투스인베스트먼트가 100억원를 투자하였으며, 2025년 8월 7일부로 코스닥 시장에 상장된다.

## 사건 및 사고
2025년, 회사의 오창공장에서 화학물질이 유출돼 근로자 4명이 중경상을 입었다.

## 내용주
1. ↑  청원군 폐지 이전 주소: 충청북도 청원군 오창읍 주성리 오창제2산업단지 D-3블럭